# 李殷
李殷，五代十国后唐、后晋、后汉官员，蓟州人。
李殷历任后唐庄宗、唐明宗、晋高祖朝，以偏校逐步晋升为檢校司徒，多次担任各州刺史。性情沈厚，没有苛暴之名。晋出帝至澶渊抵御契丹，李殷主管禁旅，出帝还驾，授李殷鄜州留后，加检校太保。开运年间，授定州义武军节度使，临行，对出帝说：“臣此行必破敌。”众人都赞叹他的话有魄力，至定州，不见有威略，契丹军至，首先纳降。后随契丹至常山真定府，常山将耶律解里派李殷与契丹首领杨安，至洺水拒晋师，杨安撤退，李殷以珠宝驼马送给杨安。杨安北归，李殷藏在丘墓获免，驰归后汉。后汉高祖嘉赏他首先归顺，平魏州后，命李殷为貝州永清軍節度使，加检校太傅。乾祐初年，在贝州去世。诏赠太师。